# 완메이링
완메이링(중국어 정체자: 萬美玲, 병음: Màn Mêilíng, 한자음: 만미령, 1969년 9월 25일 ~ )은 타이완의 정치인이다. 2020년 타오위안시 제4선거구의 입법위원으로 당선된다.